# Artur Knick
Art(h)ur Adolf Alfred Knick (* 29. November 1883 in Breslau; † 22. März 1944 in Leipzig) war ein deutscher Hals-Nasen-Ohren-Arzt, Hochschullehrer und Rektor der Universität Leipzig.

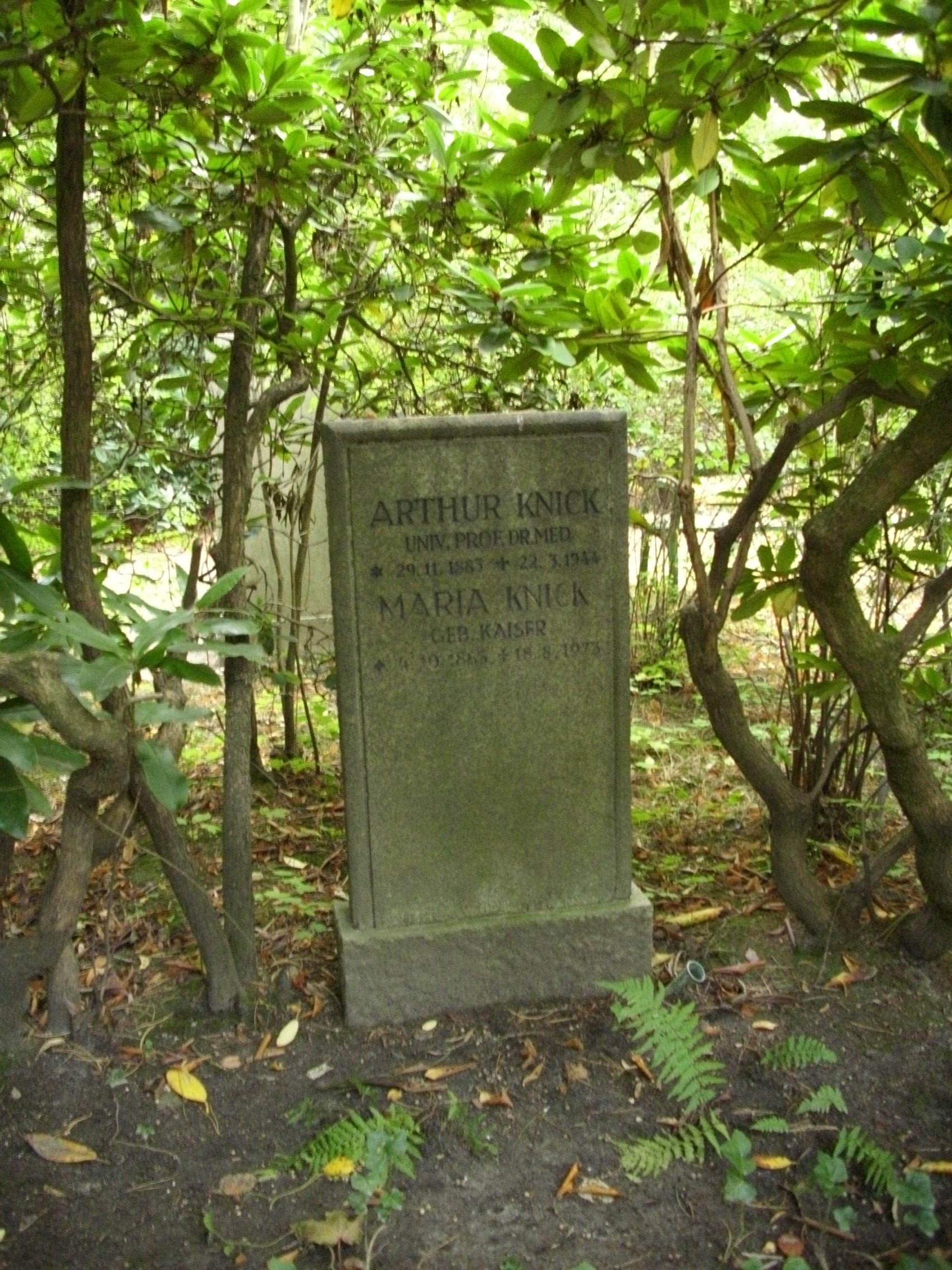
Grabstätte Arthur Knick auf dem Südfriedhof in Leipzig

## Leben
Der Sohn eines Beamten hatte die Schule und das Gymnasium zum heiligen Geist seiner Heimatstadt durchlaufen. Er absolvierte von 1902 ein Studium der Medizin an der Universität Breslau, das er 1907 mit sehr guten Leistungen abschloss. Anschließend war er als Arzt in der Inneren Abteilung des Allerheiligenhospitals tätig und wurde 1908 mit der Arbeit Über die Histologie der sekundären Degeneration im Rückenmark (Breslau 1908) zum Dr. med. promovierte.
Knick wurde 1909 Assistenzarzt an der Universitätsohrenklinik in Leipzig und seine Habilitation erfolgte 1912 mit dem Thema Pathologische Histologie des Ohrlabyrinthes nach Durchschneidung des Nervus acusticus (Leipzig 1912) an der Universität Leipzig. Danach wurde er Privatdozent für Ohren-, Nasen- und Halskrankheiten. Knick stieg bald zum Oberarzt der Leipziger Universitätsklinik auf. Er absolvierte ab 1914 seinen Wehrdienst im Sanitätsdienst während des Ersten Weltkriegs und kehrte nach Leipzig 1919 zurück, wo er außerordentlicher Professor für Ohren-, Nasen- und Halskrankheiten an der Medizinischen Fakultät der Leipziger Hochschule wurde.
Nachdem er 1925 eine private Fachpoliklinik, die „Knicksche Klinik“ in der Emilienstraße 14, eingerichtet hatte, die der Universität als Lehrinstitut diente, erhielt er 1937 die Berufung zum persönlichen Ordinarius. Zudem beteiligte sich Knick auch an den organisatorischen Aufgaben der Leipziger Hochschule. So war er kommissarisch von 1935 bis 1937 Dekan der medizinischen Fakultät gewesen und war von 1937 bis 1940 Rektor der Leipziger Alma Mater. Knick ließ sich 1940 aus seinem Rektoratsposten entlassen, um als Feldarzt die deutschen Militärverbände an der Ostfront zu unterstützen. Dabei erlitt er eine Herzerkrankung bei der Schlacht von Stalingrad. Zurückgekehrt nach Leipzig versorgte er die Verletzten eines Reservelazaretts in der Nähe von Leipzig, wobei er einen erneuten Herzanfall erlitt, an dessen Folgen er starb.

## Wirken
Knicks Hauptwerk ist Ohren-, Nasen-, Rachen- und Kehlkopfkrankheiten. (Leipzig 1921). Es wurde als Lehrbuch zum Standardwerk für Generationen von Medizinern und erlebte nach seinem Tod 36 Neuauflagen, die auch in die spanische, russische und türkische Sprache übersetzt wurden.
Als Mitglied des Alldeutschen Verbandes, das er 1916 geworden war, empfand er den Friedensvertrag von Versailles als Missachtung des deutschen Volkes. So engagierte er sich von 1919 bis 1923 in der Deutschnationalen Volkspartei, war seit 1925 Mitglied der Deutschvölkischen Freiheitspartei, seit 1929 Mitglied des Freiheitsbundes, trat dann zum 1. Dezember 1931 in die NSDAP ein (Mitgliedsnummer 821.006) und wurde 1933 Mitglied der SA. Zudem versah er verschiedene nationalsozialistische Funktionen, u. a. als Gaudozentenbundführer von Sachsen. Dennoch gibt es Hinweise, dass er über die politische Entwicklung während der NS-Diktatur enttäuscht war. Während seiner Amtszeit als Rektor der Leipziger Universität gewann er auch nicht parteigebundene Forscher für Leipzig, darunter Hans-Georg Gadamer.

## Familie
Der aus seiner 1910 geschlossenen Ehe mit Maria (geb. Kaiser) hervorgegangene Sohn Bernhard Knick (* 19. September 1921 in Leipzig; † 11. Juli 2012 in Tutzing) war Stoffwechselexperte und außerplanmäßiger Professor an der Universität Mainz.

## Weitere Werke
- Diagnostisch-therapeutisches Vademecum für Studierende und Ärzte. Verlag Johann Ambrosius Barth, 1934
- Die Bedeutung der Universität Leipzig in der Vergangenheit. Leipzig 1939